# 平塘榕
平塘榕（学名：Ficus tuphapensis）是桑科榕属的植物。分布在越南以及中国大陆的贵州、广西等地，生长于海拔1,000米至1,500米的地区，一般生长在石灰岩山坡，目前已由人工引种栽培。

## 别名
保亭榕（《海南植物志》）